# Casa Falcón y Quintana
La casa Falcón y Quintana, es un edificio sito en la calle Muro, números dos, cuatro y seis, esquina Remedios y Plazuela de Hurtado de Mendoza, en el barrio de Triana, en Las Palmas de Gran Canaria, Canarias, España, es un ejemplo de arquitectura urbana de gran valor y originalidad, siendo una de las más singulares del último tercio del siglo XIX del Conjunto Histórico de Triana, por su elegancia, combinación de estilos, y por la relevancia profesional de los creadores (Manuel Ponce de León y Falcón, Francisco de la Torre, Laureano Arroyo y Fernando Navarro). En la actualidad una parte del edificio está ocupada por la Biblioteca Insular.

## Estructura
La casa Falcón y Quintana está formada por dos plantas, con crujías que dan a dos patios centrales y corredores, sótanos y dos característicos torreones en la azotea. La casa alberga dos unidades: la que mira a la calle Remedios ocupando dos tercios del conjunto y la otra que da a la plazuela de Hurtado de Mendoza, con diferente fecha de realización, aunque formando un solo diseño al exterior. Se trata de la primera arquitectura de "fantasía", dentro del perímetro del casco antiguo. 
Sobre los diferentes elementos arquitectónicos y ornamentales que contiene este exponente del clasicismo romántico de finales del siglo XIX, nos dice Manuel Ramírez Muñoz:

Lo más relevante de este edificio lo constituye su fachada a esta última calle (Muro), cuya riqueza arquitectónica y ornamental es impresionante, ofreciendo los caracteres más peculiares de la construcción canaria: mampuesto y remates de cantería en las esquinas, balaustres y dinteles de puertas y ventanas. Chaflanes circulares forman las esquinas de esta fachada, cuyo cuerpo inferior es de una gran sobriedad, con tres vanos en la parte central y cuatro en los laterales, alargados y con arcos de medio punto menos el correspondiente al vano central -la puerta principal- que es rebajado. Una serie de casetones lisos decoran los laterales sobre los que se alza el piso superior, con ventanas de frontón triangular que se prolongan hasta media altura y decorado con una roseta en el vértice inferior. Una sobresaliente cornisa se extiende sobre los laterales desde la que arranca una balaustrada de cantería.

La mayor originalidad de esta fachada se encuentra en el cuerpo superior de la parte central. Tres altísimos vanos coronados por frontones circulares prolongados hasta el suelo mediante baquetones, con decoración naturalista y cubiertos por un hermoso balcón de hierro artísticamente labrado, se encierran en un gran arco de medio punto, que arranca desde la calle y se prolonga hasta la balaustrada. Encima de los vanos hay una profusa decoración a base de guirnaldas, encerrando un escudo heráldico. Dicho arco, del que sobresale su clave con decoración también naturalista, se encuentra en marcado en un alfiz de dos grandes rosetones en las enjutas.

Elemento característico de este edificio, como ocurre en muchas casas burguesas del casco histórico de Vegeta y Triana, es la torre o mirador. Ésta es de planta rectangular con dos cuerpos, con tres vanos en la fachada anterior, y cantería en las esquinas, frontones y dinteles, y balaustrada lisa extendida sobre un saliente sostenido por modillones, acentuado el sentido ascensional de la parte central de la fachada.